# Coppa panamericana femminile under 18 di pallavolo 2011
La Coppa panamericana femminile under 18 di pallavolo 2011 si è svolta dal 3 all'8 luglio 2011 a Tijuana, in Messico: al torneo hanno partecipato otto squadre nazionali Under-18 nordamericane e sudamericane e la vittoria finale è andata per la prima volta all'Argentina.

## Impianti
|                                                                     |  |  |
|                                                                     |  |  |
| CAR - Baja California Città: Tijuana Capienza: ? Anno d'apertura: ? |  |  |

## Regolamento

### Formula
Le squadre hanno disputato una prima fase a gironi con formula del girone all'italiana; al termine della prima fase:
- Le prime tre classificate di ogni girone hanno acceduto alla fase finale per il primo posto, strutturata in quarti di finale, a cui hanno partecipato solo le seconde e le terze classificate, semifinali, finale per il quinto posto, finale per il terzo posto e finale.

### Criteri di classifica
Se il risultato finale è stato di 3-0 sono stati assegnati 3 punti alla squadra vincente e 0 a quella sconfitta, se il risultato finale è stato di 3-1 sono stati assegnati 3 punti alla squadra vincente e 1 a quella sconfitta, se il risultato finale è stato di 3-2 sono stati assegnati 2 punti alla squadra vincente e 1 a quella sconfitta.
L'ordine del posizionamento in classifica è stato definito in base a:
- Numero di partite vinte;
- Punti;
- Ratio dei punti realizzati/subiti;
- Ratio dei set vinti/persi;
- Risultati degli scontri diretti.

## Squadre partecipanti
| Squadra         | Qualificazione      | Ultima partecipazione |
| --------------- | ------------------- | --------------------- |
| Argentina       | -                   | Debutto               |
| Cile            | -                   | Debutto               |
| Costa Rica      | -                   | Debutto               |
| El Salvador     | -                   | Debutto               |
| Messico         | Paese organizzatore | Debutto               |
| Perù            | -                   | Debutto               |
| Porto Rico      | -                   | Debutto               |
| Rep. Dominicana | -                   | Debutto               |

## Torneo

### Fase a gironi
| Girone A        | Girone B   |
| --------------- | ---------- |
| El Salvador     | Argentina  |
| Perù            | Cile       |
| Porto Rico      | Costa Rica |
| Rep. Dominicana | Messico    |

#### Girone A

##### Risultati
| 3 luglio 2011 CAR - Baja California, Tijuana Durata: 0h:55 - Spettatori: 100 | Perù            | 3 - 0 | El Salvador     | 25-9, 25-9, 25-9                  |
| 3 luglio 2011 CAR - Baja California, Tijuana Durata: 1h:20 - Spettatori: 200 | Rep. Dominicana | 3 - 0 | Porto Rico      | 25-23, 25-19, 25-14               |
| 4 luglio 2011 CAR - Baja California, Tijuana Durata: 0h:52 - Spettatori: 100 | Rep. Dominicana | 3 - 0 | El Salvador     | 25-8, 25-11, 25-5                 |
| 4 luglio 2011 CAR - Baja California, Tijuana Durata: 2h:15 - Spettatori: 250 | Perù            | 3 - 2 | Porto Rico      | 25-19, 23-25, 25-21, 25-27, 15-13 |
| 5 luglio 2011 CAR - Baja California, Tijuana Durata: 0h:59 - Spettatori: 100 | Porto Rico      | 3 - 0 | El Salvador     | 25-10, 25-5, 25-18                |
| 5 luglio 2011 CAR - Baja California, Tijuana Durata: 1h:09 - Spettatori: 200 | Perù            | 0 - 3 | Rep. Dominicana | 18-25, 14-25, 12-25               |

##### Classifica
| Pos | Squadra         | Pt | G | V | P | SV | SP | Ratio | PF  | PS  | Ratio |
| --- | --------------- | -- | - | - | - | -- | -- | ----- | --- | --- | ----- |
| 1   | Rep. Dominicana | 9  | 3 | 3 | 0 | 9  | 0  | MAX   | 225 | 124 | 1,815 |
| 2   | Perù            | 5  | 3 | 2 | 1 | 6  | 5  | 1,200 | 232 | 207 | 1,121 |
| 3   | Porto Rico      | 4  | 3 | 1 | 2 | 5  | 6  | 0,833 | 236 | 221 | 1,068 |
| 4   | El Salvador     | 0  | 3 | 0 | 3 | 0  | 9  | 0,000 | 84  | 225 | 0,373 |

#### Girone B

##### Risultati
| 3 luglio 2011 CAR - Baja California, Tijuana Durata: 0h:57 - Spettatori: 200   | Argentina | 3 - 0 | Costa Rica | 25-8, 25-9, 25-6           |
| 3 luglio 2011 CAR - Baja California, Tijuana Durata: 1h:08 - Spettatori: 325   | Messico   | 3 - 0 | Cile       | 25-8, 25-15, 25-12         |
| 4 luglio 2011 CAR - Baja California, Tijuana Durata: 1h:09 - Spettatori: 150   | Argentina | 3 - 0 | Cile       | 25-18, 25-11, 25-13        |
| 4 luglio 2011 CAR - Baja California, Tijuana Durata: 1h:01 - Spettatori: 200   | Messico   | 3 - 0 | Costa Rica | 25-11, 25-11, 25-9         |
| 5 luglio 2011 CAR - Baja California, Tijuana Durata: 1h:42 - Spettatori: 150   | Cile      | 3 - 1 | Costa Rica | 25-18, 25-16, 22-25, 25-12 |
| 5 luglio 2011 CAR - Baja California, Tijuana Durata: 1h:12 - Spettatori: 1 000 | Messico   | 0 - 3 | Argentina  | 14-25, 14-25, 20-25        |

##### Classifica
| Pos | Squadra    | Pt | G | V | P | SV | SP | Ratio | PF  | PS  | Ratio |
| --- | ---------- | -- | - | - | - | -- | -- | ----- | --- | --- | ----- |
| 1   | Argentina  | 9  | 3 | 3 | 0 | 9  | 0  | MAX   | 225 | 113 | 1,991 |
| 2   | Messico    | 6  | 3 | 2 | 1 | 6  | 3  | 2,000 | 142 | 126 | 1,127 |
| 3   | Cile       | 3  | 3 | 1 | 2 | 3  | 7  | 0,429 | 174 | 221 | 0,787 |
| 3   | Costa Rica | 0  | 3 | 0 | 3 | 1  | 9  | 0,111 | 125 | 247 | 0,506 |

### Fase finale
|  | Quarti | Quarti     | Quarti |  |  | Semifinali | Semifinali      | Semifinali |  |                 | Finale          | Finale          | Finale |
|  |        |            |        |  |  |            |                 |            |  |                 |                 |                 |        |
|  |        |            |        |  |  | 1A         | Rep. Dominicana | 2          |  |                 |                 |                 |        |
|  |        |            |        |  |  | 1A         | Rep. Dominicana | 2          |  |                 |                 |                 |        |
|  |        |            |        |  |  | 2B         | Messico         | 3          |  |                 |                 |                 |        |
|  | 2B     | Messico    | 3      |  |  | 2B         | Messico         | 3          |  |                 |                 |                 |        |
|  | 2B     | Messico    | 3      |  |  |            |                 |            |  |                 |                 |                 |        |
|  | 3A     | Porto Rico | 0      |  |  |            |                 |            |  |                 |                 |                 |        |
|  | 3A     | Porto Rico | 0      |  |  |            |                 |            |  | 2B              | Messico         | 2               |        |
|  |        |            |        |  |  |            |                 |            |  | 2B              | Messico         | 2               |        |
|  |        |            |        |  |  |            |                 |            |  |                 | 1B              | Argentina       | 3      |
|  |        |            |        |  |  |            |                 |            |  |                 | 1B              | Argentina       | 3      |
|  |        |            |        |  |  |            |                 |            |  |                 |                 |                 |        |
|  |        |            |        |  |  |            |                 |            |  |                 |                 |                 |        |
|  |        |            |        |  |  | 1B         | Argentina       | 3          |  | Finale 3° posto | Finale 3° posto | Finale 3° posto |        |
|  |        |            |        |  |  | 1B         | Argentina       | 3          |  |                 |                 |                 |        |
|  |        |            |        |  |  | 2A         | Perù            | 1          |  |                 | 1A              | Rep. Dominicana | 3      |
|  | 2A     | Perù       | 3      |  |  |            | Perù            | 1          |  |                 | 1A              | Rep. Dominicana | 3      |
|  | 2A     | Perù       | 3      |  |  |            |                 |            |  | 2A              | Perù            | 2               |        |
|  | 3B     | Cile       | 0      |  |  |            |                 |            |  |                 | Perù            | 2               |        |
|  | 3B     | Cile       | 0      |  |  |            |                 |            |  |                 |                 |                 |        |

#### Quarti di finale
| 6 luglio 2011 CAR - Baja California, Tijuana Durata: 1h:00 - Spettatori: 100 | Perù    | 3 - 0 | Cile       | 25-9, 25-13, 25-11  |
| 6 luglio 2011 CAR - Baja California, Tijuana Durata: 1h:34 - Spettatori: 750 | Messico | 3 - 0 | Porto Rico | 26-24, 25-17, 28-26 |

#### Semifinali
| 7 luglio 2011 CAR - Baja California, Tijuana Durata: 1h:40 - Spettatori: 400 | Argentina       | 3 - 1 | Perù    | 25-21, 24-26, 25-22, 25-15       |
| 7 luglio 2011 CAR - Baja California, Tijuana Durata: 1h:53 - Spettatori: 850 | Rep. Dominicana | 2 - 3 | Messico | 25-19, 12-25, 25-18, 23-25, 5-15 |

#### Finale 3º posto
| 8 luglio 2011 CAR - Baja California, Tijuana Durata: 1h:54 - Spettatori: 900 | Perù | 2 - 3 | Rep. Dominicana | 25-23, 25-23, 13-25, 12-25, 9-15 |

#### Finale
| 8 luglio 2011 CAR - Baja California, Tijuana Durata: 2h:11 - Spettatori: 1 200 | Argentina | 3 - 2 | Messico | 25-20, 25-27, 25-21, 15-25, 15-13 |

### Finali 5º e 7º posto
|  | Semifinali  | Semifinali  | Semifinali |            |      | Finale 5º posto | Finale 5º posto | Finale 5º posto |  |
|  |             |             |            |            |      |                 |                 |                 |  |
|  | El Salvador | El Salvador | 0          |            |      |                 |                 |                 |  |
|  | El Salvador | El Salvador | 0          |            |      |                 |                 |                 |  |
|  | Cile        | Cile        | 3          |            |      |                 |                 |                 |  |
|  | Cile        | Cile        | 3          |            | Cile | Cile            | 0               |                 |  |
|  |             |             |            |            | Cile | Cile            | 0               |                 |  |
|  |             |             | Porto Rico | Porto Rico | 3    |                 |                 |                 |  |
|  | Costa Rica  | Costa Rica  | Porto Rico | Porto Rico | 3    | 0               |                 |                 |  |
|  | Costa Rica  | Costa Rica  |            |            |      | 0               |                 |                 |  |
|  | Porto Rico  | Porto Rico  | 3          |            |      | Finale 7º posto | Finale 7º posto | Finale 7º posto |  |
|  | Porto Rico  | Porto Rico  | 3          |            |      |                 |                 |                 |  |
|  |             |             |            |            |      |                 |                 |                 |  |
|  |             |             |            |            |      | El Salvador     | El Salvador     | 2               |  |
|  |             |             |            |            |      | El Salvador     | El Salvador     | 2               |  |
|  |             |             |            |            |      | Costa Rica      | Costa Rica      | 3               |  |

#### Semifinali
| 7 luglio 2011 CAR - Baja California, Tijuana Durata: 1h:21 - Spettatori: 100 | El Salvador | 0 - 3 | Cile       | 23-25, 21-25, 20-25 |
| 7 luglio 2011 CAR - Baja California, Tijuana Durata: 1h:13 - Spettatori: 100 | Costa Rica  | 0 - 3 | Porto Rico | 15-25, 10-25, 19-25 |

#### Finale 7º posto
| 8 luglio 2011 CAR - Baja California, Tijuana Durata: 2h:00 - Spettatori: 100 | El Salvador | 2 - 3 | Costa Rica | 16-25, 25-23, 24-26, 25-21, 6-15 |

#### Finale 5º posto
| 8 luglio 2011 CAR - Baja California, Tijuana Durata: 1h:11 - Spettatori: 100 | Cile | 0 - 3 | Porto Rico | 15-25, 14-25, 20-25 |

## Classifica finale
| Pos     | Squadra         | Rosa |
| ------- | --------------- | --- |
| Oro     | Argentina       | Formazione: 1 Bosio, 3 Calvete, 4 Fortuna, 5 González, 6 Tassara, 8 Rivoira, 9 Allende, 10 Giorgi, 11 Molli, 12 Verasio, 14 Piccolo, 16 Cendan, CT: Cáceres                  |
| Argento | Messico         | Formazione: 1 Sainz, 2 Hernández, 3 Nieto, 4 Celedón, 6 Bricio, 7 Solís, 8 Isiordia, 9 Castro, 10 Zazueta, 11 A. García, 12 Chávez, 16 Urías, CT: V. García                  |
| Bronzo  | Rep. Dominicana | Formazione: 1 Peguero, 2 Montilla, 3 Germán, 5 Fernández, 6 Soriano, 8 Agramonte, 9 Toribio, 10 Aquino, 11 Martínez, 12 Constanzo, 14 Mota, 15 Núñez, CT: Sánchez            |
| 4.      | Perù            | Formazione: 1 Santana, 4 Frías, 6 Rodríguez, 7 Machado, 8 Huamán, 9 Orellana, 10 Bravo, 11 del Castillo, 12 Leyva, 14 Cuba, 15 Valiente, 16 Regalado, CT: Artieda            |
| 5.      | Porto Rico      | Formazione: 2 Victoriá, 3 Jiménez, 4 Rosado, 6 Márquez, 7 Rodríguez, 8 Massanet, 10 Gesualdo, 11 Rivera, 13 Coronel, 14 Jusino, 15 Hernández, 18 Varela, CT: González        |
| 6.      | Cile            | Formazione: 1 Carrasco, 2 Izquierdo, 3 Carvajal, 4 Meneses, 5 Sotomayor, 6 Pulgar, 8 Romaguera, 9 Gaymer, 10 Sandoval, 11 Sepúlveda, 12 Martínez, 13 de la Torre, CT: Raggio |
| 7.      | Costa Rica      | Formazione: 1 Campos, 2 Amador, 5 González, 6 Charpentier, 7 Picado, 8 Arce, 9 Arias, 10 Alas, 11 Cedeño, 12 Salas, 15 Castro, 16 Hidalgo, CT: Rodríguez                     |
| 8.      | El Salvador     | Formazione: 2 Aguilar, 5 Manzur, 6 G. Soriano, 8 Galeano, 9 Avilés, 10 Pozas, 11 Mena, 13 Hernández, 14 Calderón, 15 Vargas, 16 D. Soriano, 18 Morales, CT: López            |

## Premi individuali[2]
| Premio                 | Nome               | Squadra         |
| ---------------------- | ------------------ | --------------- |
| MVP                    | Priscila Bosio     | Argentina       |
| Miglior realizzatrice  | Samantha Bricio    | Messico         |
| Miglior attaccante     | Brayelin Martínez  | Rep. Dominicana |
| Miglior muro           | Luz Divina Núñez   | Rep. Dominicana |
| Miglior servizio       | Alejandra Isiordia | Messico         |
| Miglior palleggiatrice | Graciela Allende   | Argentina       |
| Miglior ricevitrice    | Jazmín Molli       | Argentina       |
| Miglior difesa         | Dianise Rodríguez  | Porto Rico      |
| Miglior libero         | Winifer Fernández  | Rep. Dominicana |